# 小行星2627
小行星2627（2627 Churyumov）是一颗绕太阳运转的小行星，为主小行星带小行星。该小行星于1978年8月8日发现。
該小行星以烏克蘭天文學家克林·伊萬諾維奇·丘留莫夫（Klim Ivanovich Churyumov）命名。

## 轨道参数
小行星2627的轨道半长轴为3.1075391 UA，离心率为0.176。
| 前一小行星： 小行星2626 | 小行星列表 | 後一小行星： 小行星2628 |